# Leichtathletik-Weltmeisterschaften 1997/Medaillenspiegel
Diese Tabelle zeigt den Medaillenspiegel der Leichtathletik-Weltmeisterschaften 1997 in Athen. Die Platzierungen sind nach der Anzahl der gewonnenen Goldmedaillen sortiert, gefolgt von der Anzahl der Silber- und Bronzemedaillen (lexikographische Ordnung). Weisen zwei oder mehr Länder eine identische Medaillenbilanz auf, werden sie alphabetisch geordnet auf dem gleichen Rang geführt.
Die Ergebnisse sind dabei nach der 2009 erfolgten Disqualifikation der US-amerikanischen 4-mal-400-Meter-Staffel aktualisiert.
| Medaillenspiegel Stand nach allen 44 Entscheidungen | Medaillenspiegel Stand nach allen 44 Entscheidungen | Medaillenspiegel Stand nach allen 44 Entscheidungen | Medaillenspiegel Stand nach allen 44 Entscheidungen | Medaillenspiegel Stand nach allen 44 Entscheidungen | Medaillenspiegel Stand nach allen 44 Entscheidungen |
| Platz                                               | Land                                                | Gold                                                | Silber                                              | Bronze                                              | Gesamt                                              |
| --------------------------------------------------- | --------------------------------------------------- | --------------------------------------------------- | --------------------------------------------------- | --------------------------------------------------- | --------------------------------------------------- |
| 1                                                   | Vereinigte Staaten                                  | 6                                                   | 3                                                   | 8                                                   | 17                                                  |
| 2                                                   | Deutschland                                         | 5                                                   | 1                                                   | 4                                                   | 10                                                  |
| 3                                                   | Kuba                                                | 4                                                   | 1                                                   | 1                                                   | 6                                                   |
| 4                                                   | Kenia                                               | 3                                                   | 2                                                   | 2                                                   | 7                                                   |
| 5                                                   | Ukraine                                             | 2                                                   | 4                                                   | 1                                                   | 7                                                   |
| 6                                                   | Marokko                                             | 2                                                   | 1                                                   | 1                                                   | 4                                                   |
| 7                                                   | Norwegen                                            | 2                                                   | –                                                   | –                                                   | 2                                                   |
| 7                                                   | Tschechien                                          | 2                                                   | –                                                   | –                                                   | 2                                                   |
| 9                                                   | Russland                                            | 1                                                   | 4                                                   | 3                                                   | 8                                                   |
| 10                                                  | Großbritannien                                      | 1                                                   | 4                                                   | 1                                                   | 6                                                   |
| 11                                                  | Spanien                                             | 1                                                   | 3                                                   | 1                                                   | 5                                                   |
| 12                                                  | Portugal                                            | 1                                                   | 2                                                   | 1                                                   | 4                                                   |
| 13                                                  | Australien                                          | 1                                                   | 1                                                   | 2                                                   | 4                                                   |
| 14                                                  | Italien                                             | 1                                                   | 1                                                   | 1                                                   | 3                                                   |
| 14                                                  | Polen                                               | 1                                                   | 1                                                   | 1                                                   | 3                                                   |
| 14                                                  | Rumänien                                            | 1                                                   | 1                                                   | 1                                                   | 3                                                   |
| 17                                                  | Kanada                                              | 1                                                   | 1                                                   | –                                                   | 2                                                   |
| 17                                                  | Südafrika                                           | 1                                                   | 1                                                   | –                                                   | 2                                                   |
| 19                                                  | Frankreich                                          | 1                                                   | –                                                   | 1                                                   | 2                                                   |
| 19                                                  | Japan                                               | 1                                                   | –                                                   | 1                                                   | 2                                                   |
| 19                                                  | Mexiko                                              | 1                                                   | –                                                   | 1                                                   | 2                                                   |
| 22                                                  | Äthiopien                                           | 1                                                   | –                                                   | –                                                   | 1                                                   |
| 22                                                  | Dänemark                                            | 1                                                   | –                                                   | –                                                   | 1                                                   |
| 22                                                  | Neuseeland                                          | 1                                                   | –                                                   | –                                                   | 1                                                   |
| 22                                                  | Schweden                                            | 1                                                   | –                                                   | –                                                   | 1                                                   |
| 22                                                  | Trinidad und Tobago                                 | 1                                                   | –                                                   | –                                                   | 1                                                   |
| 27                                                  | Jamaika                                             | –                                                   | 4                                                   | 3                                                   | 7                                                   |
| 28                                                  | Belarus                                             | –                                                   | 2                                                   | 2                                                   | 4                                                   |
| 29                                                  | Griechenland                                        | –                                                   | 1                                                   | 1                                                   | 2                                                   |
| 29                                                  | Litauen                                             | –                                                   | 1                                                   | 1                                                   | 2                                                   |
| 31                                                  | Bulgarien                                           | –                                                   | 1                                                   | –                                                   | 1                                                   |
| 31                                                  | Finnland                                            | –                                                   | 1                                                   | –                                                   | 1                                                   |
| 31                                                  | Sri Lanka                                           | –                                                   | 1                                                   | –                                                   | 1                                                   |
| 31                                                  | Uganda                                              | –                                                   | 1                                                   | –                                                   | 1                                                   |
| 31                                                  | Namibia                                             | –                                                   | 1                                                   | –                                                   | 1                                                   |
| 31                                                  | Nigeria                                             | –                                                   | 1                                                   | –                                                   | 1                                                   |
| 37                                                  | Bahamas                                             | –                                                   | –                                                   | 1                                                   | 1                                                   |
| 37                                                  | Brasilien                                           | –                                                   | –                                                   | 1                                                   | 1                                                   |
| 37                                                  | Mosambik                                            | –                                                   | –                                                   | 1                                                   | 1                                                   |
| 37                                                  | Schweiz                                             | –                                                   | –                                                   | 1                                                   | 1                                                   |
| 37                                                  | Slowakei                                            | –                                                   | –                                                   | 1                                                   | 1                                                   |